# Nadleśnictwo Dynów
Nadleśnictwo Dynów zarządza w imieniu skarbu państwa lasami o powierzchni 10 433 ha, znajdującymi się na Pogórzu Przemyskim i Dynowskim. W jego skład wchodzi 9 leśnictw. Lasy mają charakter ochronny i wchodzą w skład Parku Krajobrazowego Pogórza Przemyskiego i Przemysko-Dynowskiego Obszaru Chronionego Krajobrazu.
Obszar Nadleśnictwa ma charakter podgórski, silnie pofalowany i poprzecinany jarami i potokami. Podstawowymi gatunkami drzew są sosna, jodła i buk. Pozostałe gatunki to olsza, brzoza, dąb i modrzew. Rocznie pozyskuje się tu około 40 tys. m³ drewna. Nadleśnictwo zajmuje się także nowym zasadzeniem oraz pielęgnacjią lasu. Na powierzchni 6 ha produkuje się około 1.116 tys. sadzonek na potrzeby własne i zalesień gruntów prywatnych i odnowień w lasach gminnych. Na terenie nadleśnictwa corocznie odnawiane jest około 100 ha lasu, a na 400 ha wykonuje się zabiegi pielęgnacyjne w założonych uprawach leśnych. Wczesnym i późnym czyszczeniem objętych jest rocznie 280 ha lasów. Kolejnym z zadań nadleśnictwa jest nadzór nad gospodarką w lasach prywatnych leżących na obszarze nadleśnictwa oraz nad łowiectwem.
Na terenie nadleśnictwa, w Dąbrówce Starzeńskiej, znajduje się pole biwakowe oraz ścieżka przyrodnicza Kopaniny.